# Omri Casspi
Omri Casspi (hebr.עומרי כספי; ur. 22 czerwca 1988 w Holonie) – izraelski koszykarz, grający na pozycji niskiego skrzydłowego.
Został wybrany z numerem 23 podczas draftu NBA w 2009 przez zespół Sacramento Kings, dzięki czemu przeszedł do historii jako pierwszy Izraelczyk, który dostał się do ligi zawodowej NBA w pierwszej rundzie. Debiutując w zespole Kings w 2009 został pierwszym Izraelczykiem, który zagrał w meczu NBA.

## Życiorys

### Początki
Casspi urodził się w żydowskiej rodzinie w Holonie, dorastał w Jawnem. Jest synem Shimon i Ilana, ma starszego brata Eitana i młodszą siostrę Aviv.
Jako dziecko Omri Casspi występował w klubach Elicur Jawne oraz Maccabi Riszon le-Cijjon. Po skończeniu 13 lat przeniósł się do młodzieżowego zespołu klubu Maccabi Tel Awiw. W 2005 wygrał z tym klubem Krajowe Mistrzostwa Młodzieży. Jednocześnie rozgrywał mecze w swojej szkolnej drużynie koszykarskiej. 

### Izrael
Casspi rozpoczął profesjonalną karierę w drużynie kadetów Maccabi Tel Awiw. W pierwszej drużynie zespołu zadebiutował w wieku 17 lat w sezonie 2005-06. W 2006 został wypożyczony do innego izraelskiego klubu Hapoel Gelil Eljon, gdzie stał się jednym z liderów zespołu. Na zakończenie sezonu otrzymał nagrodę dla „Odkrycie roku”.
Do Maccabi powrócił w 2007, podczas wymian prowadzonych między klubami. Wystąpił też w meczu wschodzących gwiazd - Nike Hoop Summit. W 2008 dotarł wraz z zespołem do Finału Euroligi i wygrał w rozgrywkach krajowych w 2009. Omri Casspi otrzymał nagrodę dla szóstego najlepszego zawodnika Ligi Izreaelskiej w 2008. 18 lutego 2009, uplasował się na czwartym miejscu w głosowaniu FIBA na Młodego Europejskiego Zawodnika Roku sezonu 2008-09, zaraz za Ricky Rubio, Danilo Gallinarim oraz Kostą Koufosem.
13 sierpnia 2019 dołączył po raz kolejny w karierze do Maccabi Tel Awiw.

### NBA
W 2008 zadeklarował swoje uczestnictwo w drafcie NBA, jednak wycofał się przed terminem deklaracji po tym, jak żaden klub NBA nie zadeklarował chęci jego pozyskania.
W 2009 ponownie postanowił wziąć udział w Drafcie. Został w nim wybrany z numerem 23 przez zespół Sacramento Kings. Został pierwszym zawodnikiem z Izraela wybranym w pierwszej rundzie. Nikt od czasów Oded Kattasha, który w 1999 podpisał kontrakt z New York Knicks nie był tak blisko gry w NBA. W lipcu, Casspi podpisał z klubem z Sacramento trzyletni kontrakt opiewający na kwotę 3,5 miliona dolarów.
28 października 2009, Omri Casspi podczas swojego debiutu w NBA przeciwko drużynie Oklahoma City Thunder zdobył 15 punktów.
16 grudnia 2009, Casspi po raz pierwszy wyszedł w pierwszej piątce swojego zespołu. Rzucając 25 punktów przeciwko Washington Wizards wyrównał najwyższą liczbę punktów rzuconych przez jakiegokolwiek zawodnika Kings w swoim pierwszym starcie po przeniesieniu zespołu do Sacramento w 1985.
1 stycznia 2010, Izraelczyk poprawił swój najlepszy wynik na 23 punkty przeciwko zespołowi Los Angeles Lakers (ponadto zaliczył 6 zbiórek, 1 przechwyt oraz 3 asysty), jego zespół przegrał to spotkanie jednym punktem 109-108. 2 stycznia 2010 roku zebrał 11 piłek (nowy rekord), zdobył 22 punkty, miał 1 przechwyt i 4 asysty przeciwko Dallas Mavericks - Sacramento Kings przegrali 99-91. 5 stycznia 2010 roku, Casspi ponownie poprawił swój rekord punktowy do 24 w przegranym 113-109 spotkaniu z Phoenix Suns (ponadto: 7 zbiórek, 1 asysta, 0 strat, przy skuteczności 10-19 z gry).
W roku 2010, Casspi został wybrany do zespołu Rookie Challenge oraz do jednej z konkurencji Weekendu All-Star NBA H-O-R-S-E obok takich zawodników jak Kevin Durant i Rajon Rondo.
15 lipca 2014 w ramach wymiany między trzema klubami: Rockets, Washington Wizards i New Orleans Pelicans trafił do ostatniej z tych drużyn. Tydzień później, 23 lipca, został zwolniony przez Pelicans. 18 września 2014 powrócił do Sacramento Kings, podpisując z tym klubem nowy kontrakt. 20 lutego 2017 w wyniku transferu trafił do New Orleans Pelicans. 25 lutego został zwolniony przez klub. 20 marca podpisał umowę do końca sezonu z Minnesotą Timberwolves.
12 lipca 2017 został zawodnikiem Golden State Warriors. 8 kwietnia 2018 opuścił klub.
11 lipca 2018 został zawodnikiem Memphis Grizzlies. 7 lutego 2019 opuścił klub.
18 lipca 2021 ogłosił zakończenie kariery sportowej.

## Osiągnięcia

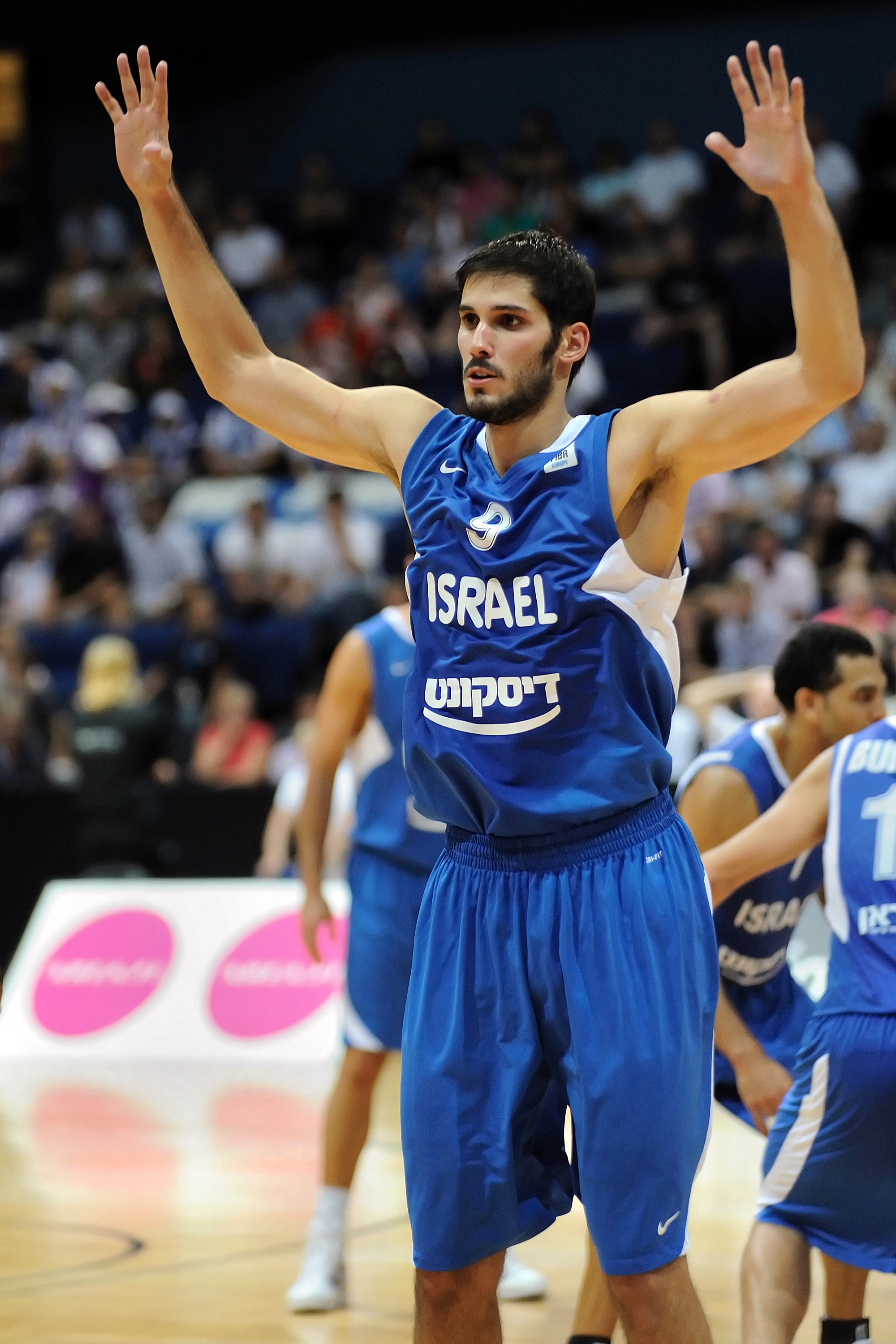
Casspi w barwach kadry Izraela (2010), podczas spotkania Izrael-Finlandia.

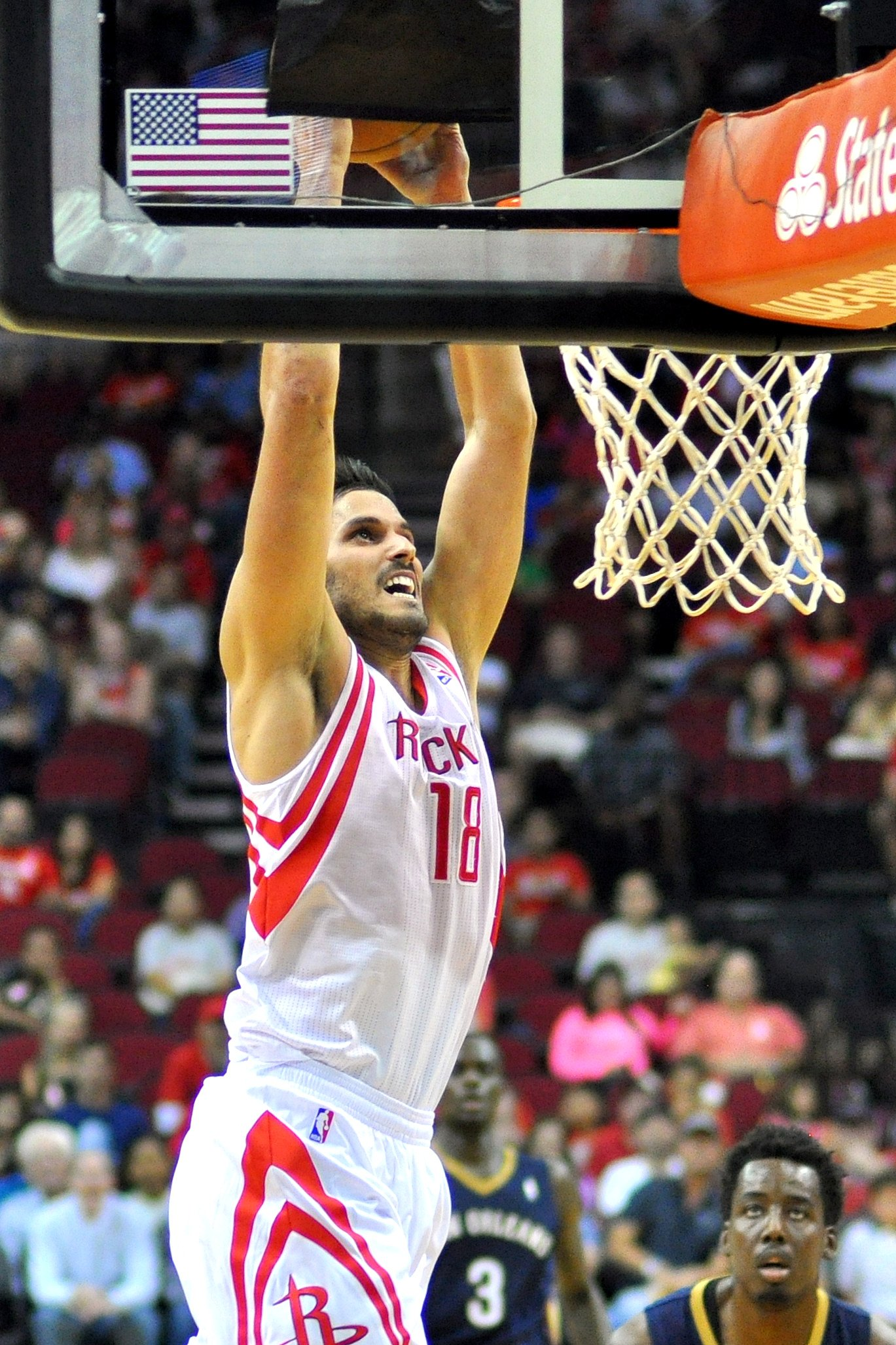
Casspi wykonujący wsad, jako zawodnik Houston Rockets, w trakcie spotkania z New Orleans Pelicans (5 października 2013).

Na podstawie, o ile nie zaznaczono inaczej.
NBA
- Uczestnik Rising Stars Challenge (2010)

Drużynowe
- Mistrz Izraela (2006, 2009, 2020, 2021)
- Wicemistrz:
  - Euroligi (2006, 2008)
  - Izraela (2008)
- Zdobywca pucharu:
  - Izraela (2006)
  - ligi izraelskiej (superpucharu – 2006, 2021)
- Finalista pucharu Izraela (2008)

Indywidualne
- Najlepszy rezerwowy ligi izraelskiej  (2008)
- Zaliczony do I składu ligi izraelskiej (2009)

Reprezentacja
- Uczestnik mistrzostw Europy: 
  - 2009 – 13. miejsce, 2011 – 13. miejsce, 2013 – 21. miejsce, 2015 – 10. miejsce
  - U–20 (2007 – 6. miejsce)
  - U–18 (2005 – 7. miejsce, 2006 – 11. miejsce)
  - U–16 (2003 – 10. miejsce, 2004 – 11. miejsce)

## Statystyki

### Statystyki europejskie

#### Sezon regularny
| Sezon     | Zespół             | GP  | MPG  | RPG | APG | SPG | BPG | PPG  |
| --------- | ------------------ | --- | ---- | --- | --- | --- | --- | ---- |
| 2005/2006 | Maccabi Tel Awiw   | 21  | 9.4  | 2.1 | .9  | .5  | .1  | 4.2  |
| 2006/2007 | Hapoel Gelil Eljon | 28  | 20.7 | 3.1 | 1.1 | .9  | .4  | 11.1 |
| 2007/2008 | Maccabi Tel Awiw   | 27  | 20.3 | 4.0 | 1.4 | .4  | .3  | 10.4 |
| 2008/2009 | Maccabi Tel Awiw   | 27  | 25.3 | 4.8 | 1.8 | .4  | .3  | 12.8 |
| Kariera   | [ 20 ]             | 103 | 18.5 | 3.6 | 1.3 | .7  | .2  | 10.0 |

Wliczając mecze Play-Offs

#### Euroliga
| Sezon     | Zespół           | GP | MPG  | RPG | APG | SPG | BPG | PPG |
| --------- | ---------------- | -- | ---- | --- | --- | --- | --- | --- |
| 2005/2006 | Maccabi Tel Awiw | 3  | 3.0  | .0  | .0  | .0  | .0  | 0.7 |
| 2007/2008 | Maccabi Tel Awiw | 20 | 11.2 | 2.1 | .6  | .3  | .2  | 4.6 |
| 2008/2009 | Maccabi Tel Awiw | 16 | 17.4 | 3.1 | .4  | .8  | .2  | 8.8 |
| Kariera   | [ 21 ]           | 39 | 15.3 | 1.7 | .3  | .3  | .1  | 4.7 |

### Statystyki w NBA
Na podstawie Basketball-Reference.com (ang.)

Stan na koniec sezonu 2018/19

#### Sezon regularny
| Sezon   | Drużyna      | M   | S5  | MPG  | FG%   | 3P%   | FT%   | RPG | APG | SPG | BPG | PPG  |
| ------- | ------------ | --- | --- | ---- | ----- | ----- | ----- | --- | --- | --- | --- | ---- |
| 2009/10 | Sacramento   | 77  | 31  | 25,1 | 44,6% | 36,9% | 67,2% | 4,5 | 1,2 | 0,7 | 0,2 | 10,3 |
| 2010/11 | Sacramento   | 71  | 27  | 24,0 | 41,2% | 37,2% | 67,3% | 4,3 | 1,0 | 0,8 | 0,2 | 8,6  |
| 2011/12 | Cleveland    | 65  | 35  | 20,6 | 40,3% | 31,5% | 68,5% | 3,5 | 1,0 | 0,6 | 0,3 | 7,1  |
| 2012/13 | Cleveland    | 43  | 1   | 11,7 | 39,4% | 32,9% | 53,7% | 2,7 | 0,7 | 0,6 | 0,3 | 4,0  |
| 2013/14 | Houston      | 71  | 2   | 18,1 | 42,2% | 34,7% | 68,0% | 3,7 | 1,2 | 0,6 | 0,2 | 6,9  |
| 2014/15 | Sacramento   | 67  | 19  | 21,1 | 48,9% | 40,2% | 73,3% | 3,9 | 1,5 | 0,5 | 0,1 | 8,9  |
| 2015/16 | Sacramento   | 69  | 21  | 27,2 | 48,1% | 40,9% | 64,8% | 5,9 | 1,4 | 0,8 | 0,2 | 11,8 |
| 2016/17 | Sacramento   | 22  | 2   | 18,0 | 45,3% | 37,9% | 57,1% | 4,1 | 1,2 | 0,5 | 0,0 | 5,9  |
| 2016/17 | New Orleans  | 1   | 0   | 24,0 | 55,6% | 50,0% | –     | 2,0 | 0,0 | 0,0 | 0,0 | 12,0 |
| 2016/17 | Minnesota    | 13  | 0   | 17,1 | 50,0% | 20,0% | 62,5% | 1,5 | 0,8 | 1,0 | 0,2 | 3,5  |
| 2017/18 | Golden State | 53  | 7   | 14,0 | 58,0% | 45,5% | 72,5% | 3,8 | 1,0 | 0,3 | 0,4 | 5,7  |
| 2018/19 | Memphis      | 36  | 0   | 14,4 | 53,4% | 34,9% | 67,2% | 3,2 | 0,7 | 0,6 | 0,3 | 6,3  |
| Razem   |              | 588 | 145 | 20,3 | 45,4% | 36,8% | 67,8% | 4,0 | 1,1 | 0,6 | 0,2 | 7,9  |